# گوران کوستیچ
گوران کوستیچ (به انگلیسی: Goran Kostić) (زاده ۱۸ نوامبر ۱۹۷۱) بازیگر اهل بوسنی و هرزگوین است.
از فیلم‌های معروف او می‌توان به بازی در آخرین روزها در مریخ، جشن شکار اشاره کرد.